# The 12" Collection
The 12" Collection is een compilatiealbum uit 1992 van de Britse rockband Queen waarop verschillende singles van de band staan, uitgebracht op 12 inchplaten. Van deze nummers was enkel Bohemian Rhapsody nog niet op een 12 inchplaat verschenen, mede door de lengte.
The Show Must Go On verscheen op een 12 inchplaat, maar het was geen verlengde versie van het nummer en het verscheen op het album in de originele vorm.

## Tracklist
| Track | Titel                                             | Schrijver        | Lengte |
| ----- | ------------------------------------------------- | ---------------- | ------ |
| 1     | Bohemian Rhapsody                                 | Freddie Mercury  | 5:58   |
| 2     | Radio Ga Ga (Extended Version)                    | Roger Taylor     | 6:53   |
| 3     | Machines (Or 'Back to Humans') (12" Instrumental) | Brian May/Taylor | 5:08   |
| 4     | The Prophet's Song (Extended remix)               | May              | 11:36  |
| 5     | I Want to Break Free (Extended Mix)               | John Deacon      | 7:19   |
| 6     | It's a Hard Life (12" Extended)                   | Mercury          | 5:05   |
| 7     | Hammer to Fall (The Headbanger's Mix)             | May              | 5:23   |
| 8     | Man on the Prowl (Extended Version)               | Mercury          | 6:04   |
| 9     | A Kind of Magic (Extended Version)                | Taylor           | 6:25   |
| 10    | Pain Is So Close To Pleasure (12" Version)        | Mercury/Deacon   | 6:01   |
| 11    | Breakthru (Extended Version)                      | Queen            | 5:44   |
| 12    | The Invisible Man (12" Version)                   | Queen            | 5:30   |
| 13    | The Show Must Go On                               | Queen            | 4:34   |